# マルガリータ・デ・ボルボン・イ・ボルボン＝ドス・シシリアス
マルガリータ・マリア・デ・ボルボン・イ・ボルボン＝ドス・シシリアス（スペイン語: Margarita María de Borbón y Borbón-Dos Sicilias, 1939年3月6日 - ）は、スペインの王族、スペイン王女（Infanta de España）。前スペイン王フアン・カルロス1世の妹。儀礼称号はソリア女公爵（Duquesa de Soria）であるが、世襲爵位の第2代エルナニ女公爵（Duquesa de Hernani）の称号も有している。

## 経歴
バルセロナ伯フアン（スペイン王アルフォンソ13世の四男）と、その妃マリア・デ・ラス・メルセデス（カラブリア系両シチリア王家家長カルロ・タンクレーディの三女）の間の次女（第3子）として生まれた。先天的に盲目である。
1972年10月12日にポルトガルのエストリルで、医師のカルロス・スリタ・イ・デルガドと結婚した。マルガリータは姉のピラールと同じく、結婚に際して王位継承権を放棄したが、継承権放棄の手続きは現行のスペイン憲法の公布以前に行われたものであり、また国会の認可を受けたものでもない。
1979年1月6日、ガブリエル王子（カルロス3世の四男）の男系子孫最後の男子とされる、初代エルナニ公爵マンフレド・ルイス・デ・ボルボン・イ・ベルナルド・デ・キーロス（Manfredo Luis de Borbón y Bernaldo de Quirós, セバスティアン・ガブリエル王子の孫）が90歳で死去したとき、遺言でマルガリータに自身の爵位を継がせたい旨の申し出があった。1981年5月27日、マルガリータは兄王フアン・カルロス1世の承認を得てエルナニ公爵位を相続した。
マルガリータは1989年に夫ともにソリア公爵夫妻文化財団を創設したほか、UNICEFマドリード代表団やスペイン・ハート財団の代表を務めている。

## 子女
夫のカルロスとの間に1男1女を儲けた。子供たちには「グランデ」の称号が与えられている。
- アルフォンソ・フアン・カルロス・スリタ・イ・デ・ボルボン（1973年 - ）
- マリア・ソフィア・エミリア・カルメン・スリタ・イ・デ・ボルボン（1975年 - ）

| 先代 マンフレド・デ・ボルボン・イ・ベルナルド・デ・クイロス | エルナニ女公爵 1981年 - 現在 | 次代 - 推定相続人:アルフォンソ・スリタ・イ・デ・ボルボン |